# 史仁表
史仁表（?—?），唐朝检校丰州都督史大奈的儿子，原名阿史那仁表，西突厥人。史仁表尚唐太宗第八女普安公主。

## 传记资料
- 《唐会要》
- 《新唐書》列传第八·公主传
- 《新唐書》列传第三十五·史大奈传